# Debelt Glacier
Debelt Glacier är en glaciär i Antarktis. Den ligger i Sydshetlandsöarna. Argentina, Chile och Storbritannien gör anspråk på området. Debelt Glacier ligger 37 meter över havet.
Terrängen runt Debelt Glacier är huvudsakligen kuperad, men norrut är den platt. Havet är nära Debelt Glacier österut. Trakten är glest befolkad. Närmaste befolkade plats är Maldonado Station, 18,8 kilometer nordost om Debelt Glacier. 